# Alden, Kansas
Alden är en ort i Rice County i Kansas. Vid 2010 års folkräkning hade Alden 148 invånare.